# Carlo Maria Martini
Carlo Maria Martini SJ (15. února 1927 Turín – 31. srpna 2012 Gallarate) byl italský jezuita a biblický učenec. V letech 1980 až 2002 působil jako arcibiskup milánský a v roce 1983 byl jmenován kardinálem.
Do Tovaryšstva Ježíšova vstoupil v roce 1944 a na kněze byl vysvěcen v roce 1952. Martini byl významnou intelektuální osobností a liberálním kandidátem na papeže při konkláve v roce 2005 po smrti papeže Jana Pavla II. Podle důvěryhodných vatikánských zdrojů získal v prvním kole více hlasů než konzervativní kandidát kardinál Joseph Ratzinger, který nakonec v dalších kolech zvítězil a byl zvolen papežem.
Martini, který trpěl vzácnou formou Parkinsonovy choroby, odešel v roce 2002 z funkce arcibiskupa a přestěhoval se do Papežského biblického institutu v Jeruzalémě. Zemřel o osm let později na jezuitské koleji Aloisianum v Gallarate nedaleko Milána.

## Kněz
Do řádu jezuitů vstoupil v roce 1944, řádovou formací prošel v Cuneo, následně studoval teologii v Gallarate, Chieri a Římě. Věčné sliby v řádu jezuitů složil 2. února 1962. Doktorát teologie získal na Papežské univerzitě Gregoriana. Kněžské svěcení přijal 13. července 1952. Řadu let působil na Papežském biblickém institutu, byl zde mj. děkanem i rektorem (v roce 1969). V roce 2000 byl jmenován čestným členem Papežské akademie věd.

## Biskup
Arcibiskupem Milána byl jmenován 29. prosince 1979, 6. ledna 1980 přijal biskupské svěcení z rukou papeže Jana Pavla II. Tentýž papež ho povýšil 2. února 1983 do kardinálské hodnosti. V letech 1987 až 1993 byl prezidentem Rady evropských biskupských konferencí, v této funkci ho vystřídal tehdejší pražský arcibiskup Miloslav Vlk.
Kardinál Martini se účastnil několika zasedání synodu biskupů. Byl mimořádným vyslancem Jana Pavla II. na oslavách 100 let evangelizace Zambie (v roce 1991) nebo 900 let smrti svatého Bruna, zakladatele řádu kartuziánů (v roce 2001).
V roce 1999 navštívil Prahu, kde měl promluvu k českým a moravským kněžím na téma Kněží ve službě nové evangelizace v církvi uprostřed sekularizovaného světa  V roce 2004 vedl postní exercicie pro české a moravské biskupy v Mariazell. 

## Názory
Martini se během svého působení ve vysokých církevních kruzích proslavil liberálním postojem k mnohým kontroverzním otázkám. Ve svém posledním rozhovoru se svěřil s obavami o zvyšující se nedůvěru věřících v církev. Ačkoli zmírnila svůj radikální přístup k rozvedeným věřícím, bude podle něj v budoucnu ztrácet věrnost a oddanost mladé generace. Pomohou jen radikální změny počínající papežem a jeho biskupy, soudil Martini, podle nějž by k radikálním změnám církev měly donutit také skandály se sexuálním obtěžováním dětí. Současná podoba církve je podle něj 200 let pozadu za reálným vývojem.

## Po odstoupení z funkce
Po dosažení kanonického věku 75 let rezignoval na funkci milánského arcibiskupa (v červenci 2002) a odešel do Svaté země do jezuitského řádového domu. Kvůli svému zdravotnímu stavu (trpěl Parkinsonovou nemocí) se v roce 2005 vrátil zpět do Itálie. Během prázdnin 2012 se jeho zdravotní stav prudce zhoršil. Zemřel v jezuitském domě na severu Itálie.